# Marija Michailowna Anikanowa
Marija Michailowna Anikanowa (russisch Мария Михайловна Аниканова, geborene Kulakowa, russisch Кулакова; * 12. Novemberjul. / 25. November 1916greg.; † 2005 in Moskau) war eine russische Eisschnellläuferin, die für die Sowjetunion startete.

## Karriere
Anikanowa nahm an den Mehrkampfweltmeisterschaften 1949 in Kongsberg (9. Platz), 1950 in Moskau (5. Platz), 1952 in Kokkola (2. Platz) und 1953 in Lillehammer (8. Platz) teil. Bei der Mehrkampfweltmeisterschaft 1952 im finnischen Kokkola gewann sie die Silbermedaille hinter ihrer Landsfrau Lidija Selichowa.
Anikanowa war mehrfache sowjetische Meisterin im Mehrkampf. Sie beendete ihre Karriere 1954 und arbeitete danach als Trainerin.
Anikanowa starb 2005 in Moskau und wurde auf dem Kunzewoer Friedhof begraben.

## Privates
Anikanowa war mit dem russischen Eisschnellläufer Iwan Anikanow (1914–1979) verheiratet. Das Paar hatte einen Sohn, Wiktor Anikanow (* 1942), dessen Tochter die Schauspielerin Maria Anikanowa (* 1973) ist, und eine Tochter, Irina Anikanowa.

## Auszeichnungen
- Verdienter Meister des Sports der UdSSR[5]
- Verdienter Trainer der RSFSR[5]